# Циклопія (рослина)
Cyclopia — рід південноафриканських рослин родини бобові. Деякі види використовуються для приготуванния напою «ханібуш».

## Назва
Рід не має усталеної назви українською. можлива назва — «циклопія». На сайтах торгових організацій зустрічаються назви «ханібуш» і «медовий кущ», які є відповідно, транскрипцією і перекладом англійської загальновживаної назви рослини із цього роду, honeybush (від англ. honey — мед і bush — кущ, чагарник).

## Розповсюдження і опис
Ареал роду обмежений гірськими плато на сході та півдні Південної Африки.
Представники роду — чагарники, які досягають висоти близько одного метра.

## Використання
Виробництво сировини обмежено, оскільки в теперішній час рослина практично не культивується (робляться перші спроби в цьому напрямку) і збір молодого листя, що йде  на приготування сировини, здійснюється з диких рослин, яким для відновлення після збору потрібно близько трьох років.
Отримана сировина використовується для приготування напою ханібуш, який отримав широке розповсюдження в Європі, Азії і Північній Америці.

## Види
Загальна кількість видів — двадцять три, із них комерційне застосування мають чотири:
- Cyclopia intermedia («гірський чай»)
- Cyclopia subternata («чай долин»)
- Cyclopia genistoides («прибережний чай»)
- Cyclopia sessiliflora («чай Хейдельберга») — рослини цього виду зустрічаються в горах поряд з південноафриканським містом Хейдельберг.